# Anarquismo sem adjetivos
O anarquismo sem adjetivos é uma ideia que defende que diferentes escolas de pensamento anarquistas podem e devem conviver simultaneamente. Dá espaço à voluntariedade das pessoas (sobre seus corpos, mentes e bens) para eleger o tipo de associação que considere cada um mais favorável e preconiza a livre experimentação de modelos legais e econômicos.
Os criadores da expressão foram Fernando Tarrida del Mármol e Ricardo Mella, que se preocuparam com os acirrados debates entre anarquistas mutualistas, anarco-coletivistas e comunistas libertários na década de 1880.
 [...] Somos anarquistas e defendemos a Anarquia sem adjetivos. Anarquia é um axioma e a questão econômica é algo secundário. Alguns dirão para nós que é por causa da questão econômica que a Anarquia é uma verdade; mas nós acreditamos que ser anarquista significa ser inimigo de toda autoridade e imposição, e por conseqüência, seja qual for o sistema que se preconize, é por considerá-lo a melhor defesa da Anarquía, não desejando impô-la a quem não a aceita.
Para estes anarquistas as preferências econômicas são consideradas de "importância secundária" frente à abolição de toda autoridade involuntária e permanente, e a livre experimentação é a única regra de uma sociedade livre. Rudolf Rocker disse sobre os diferentes tipos de anarquismo:
(apresentam) somente diferentes métodos da economia, possibilidades práticas que ainda não se comprovaram, e que o primeiro objetivo é garantir a libertade pessoal e social dos homens não importa sobre que base econômica ela se dê.
Anarquistas conhecidos que chegaram em algum momento a se considerarem eles próprios sem adjetivos, foram Errico Malatesta e Voltairine de Cleyre. Atualmente também existem anarquistas que se denominam "sem adjetivos":
Não tenho nenhum prefixo ou adjetivo para o meu anarquismo. O sindicalismo creio que pode funcionar, como pode o anarcocapitalismo de mercado livre, o anarco-comunismo, inclusivo anarco-ermitãos, dependendo da situação.— Fred Woodworth, do livro Vozes anarquistas, de Paul Avrich
O anarquista individualista francês Émile Armand defendeu uma lógica econômica pluralista quando disse: "Aqui e lá tudo acontecendo - aqui todos recebendo o que precisam, lá cada um recebendo o que é necessário de acordo com sua própria capacidade. Aqui, Economia de oferta e permuta de um produto por outro; lá, troca de produto por valor representativo. Aqui, o produtor é o dono do produto, lá, o produto é colocado em posse da coletividade.